# Тайманов, Асан Дабсович
Асан Дабсович Тайманов (25 октября (7 ноября) 1917, Урдинский район, Западно-Казахстанская область — 1 февраля 1990 года, Новосибирск) — советский казахстанский математик, доктор физико-математических наук, академик АН Казахской ССР. Специалист в области топологии, математической логики и теории моделей, ученик П. С. Новикова.

## Биография
Окончил Уральский педагогический институт (1936). Ассистент кафедры Уральского педагогического института (1936—1938), аспирант Московского педагогического института (1938—1941, 1945—1947), заведующий кафедрой Кызылординского педагогического института (1947—1954), доцент Шуйского педагогического института (1954—1956), доцент Ивановского текстильного института (1956—1960), старший научный сотрудник Института математики СО АН СССР (1960—1968), директор Института математики и механики АН КазССР, академик-секретарь Отделения физико-математических наук АН КазССР (1968—1970).
Награждён двумя орденами Трудового Красного Знамени, орденом Отечественной войны 1-й степени и медалями.
Похоронен на Донском кладбище в Москве.
Сын — математик И. А. Тайманов (род. 1961).

## Научный вклад
А. Д. Тайманов нашёл характеристики аксиоматизируемых и конечно аксиоматизируемых классов моделей и критерии элементарной эквивалентности двух алгебраических систем; указал критерии топологизируемости и конструктивной топологизируемости счётных алгебр.